# Jerusa Geber
Jerusa Geber Santos (Rio Branco Acre, 26 de abril de 1982) é uma atleta paralímpica brasileira.
Representou o Brasil em quatro edições dos Jogos Paralímpicos 2008, 2012, 2016 e 2021, e somando as participações conquistou quatro medalhas. 
Compete pela classe T11, e detém o recorde da classe, tendo percorrido 100m em 11s83.

## Trajetória esportiva
Jerusa nasceu totalmente cega. Fez algumas cirurgias que a permitiram enxergar um pouco, mas aos 18 anos retornou à cegueira total. Aos 19 anos conheceu o esporte paralímpico, convidada por um amigo também deficiente visual.

### 2005-2016
Em 2005, competiu nos Jogos Para Pan Americanos de Cegos da IBSA, em São Paulo. Lá, obteve medalha prata nos 100m e nos 200m, e também bronze no salto em distância.
Nos Jogos Paralímpicos de Pequim 2008 conquistou uma medalha de bronze nos 100m rasos da classe T11. Nos Jogos Paralímpicos de Londres 2012 conquistou duas medalhas de prata, nos 100 e 200m rasos da classe T11.

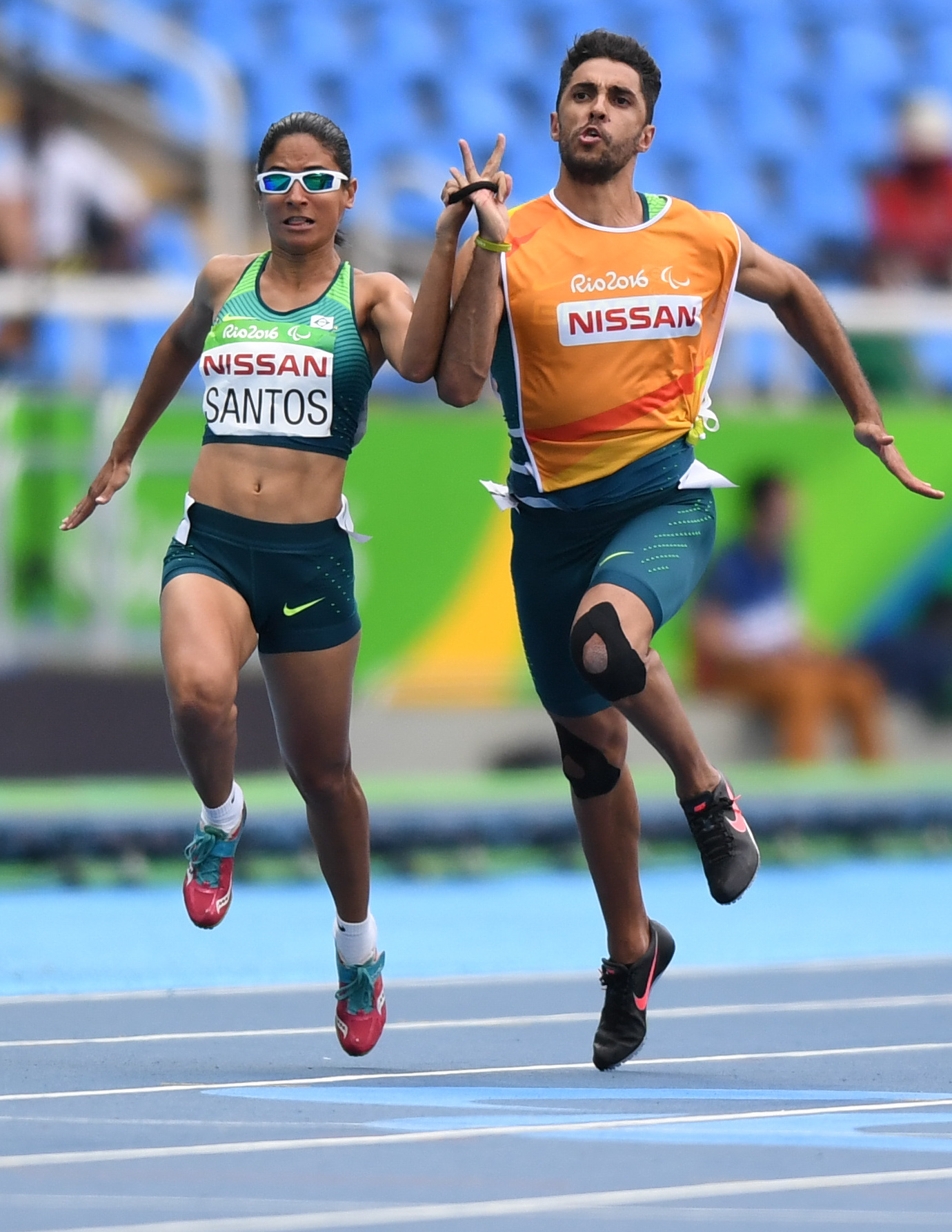
Jerusa e seu guia, Guilherme Santana, em 2016

Disputou os Jogos Parapan-Americanos de 2011, em Guadalajara, onde ganhou prata nos 100m e nos 200m. No mesmo ano, no Mundial da Nova Zelândia, ganhou três medalhas: ouro no revezamento 4x100m, e prata nos 100m e nos 200m.
Nos Jogos Parapan-Americanos de 2015, em Toronto, ganhou bronze na prova de 100m e na prova de 400m.
Representou  Brasil nos Jogos Paralímpicos de Verão de 2016 no Rio de Janeiro, mas não conquistou nenhuma medalha. Ficou em 4º lugar nos 100m e 7º lugar nos 200m. Acabou ficando de fora da equipe que conquistou a medalha de prata na categoria revezamento 4x100m T11-T13.

### 2019-2023
Em 2019, bateu um recorde, se tornando a primeira mulher cega a percorrer os 100 metros rasos abaixo da marca de 12 segundos.
Participou dos Jogos Parapan-Americanos de 2019, em Lima, em agosto e setembro daquele ano. Ganhou medalha de ouro nos 100m e nos 200m. No mesmo ano, obteve ouro nos 100m no Mundial Dubai 2019.
Participou dos Jogos Paralímpicos de Verão de 2020, ocorridos em Tóquio em 2021. Obteve o bronze nos 200m, conquistado no último dia de provas de pista e campo no atletismo dos Jogos Paralímpicos. A brasileira veio a Tóquio para vencer os 100m. Chegou como campeã e recordista mundial e faltava apenas o ouro paralímpico para consagrar a carreira, após ter chegado perto em Londres, quando foi prata. No entanto, durante a prova, a corda que unia a atleta ao guia estourou, e ela foi desclassificada.
No Mundial Paris de 2023, disputado em julho, obteve ouro nas provas de 100m e 200m. Os 100m foram percorridos no tempo de 11s86. O pódio foi dividido com outra atleta brasileira, Thalita Vitória Simplício, que ficou com o bronze.
Além das medalhas em Jogos Paralimpicos, Jerusa tem 9 medalhas em campeonatos mundiais, sendo 6 de Pratas e três de Ouro. 9 medalhas em Jogos Parapan Americanos sendo 2 bronzes e 7 pratas.